# Château Latour

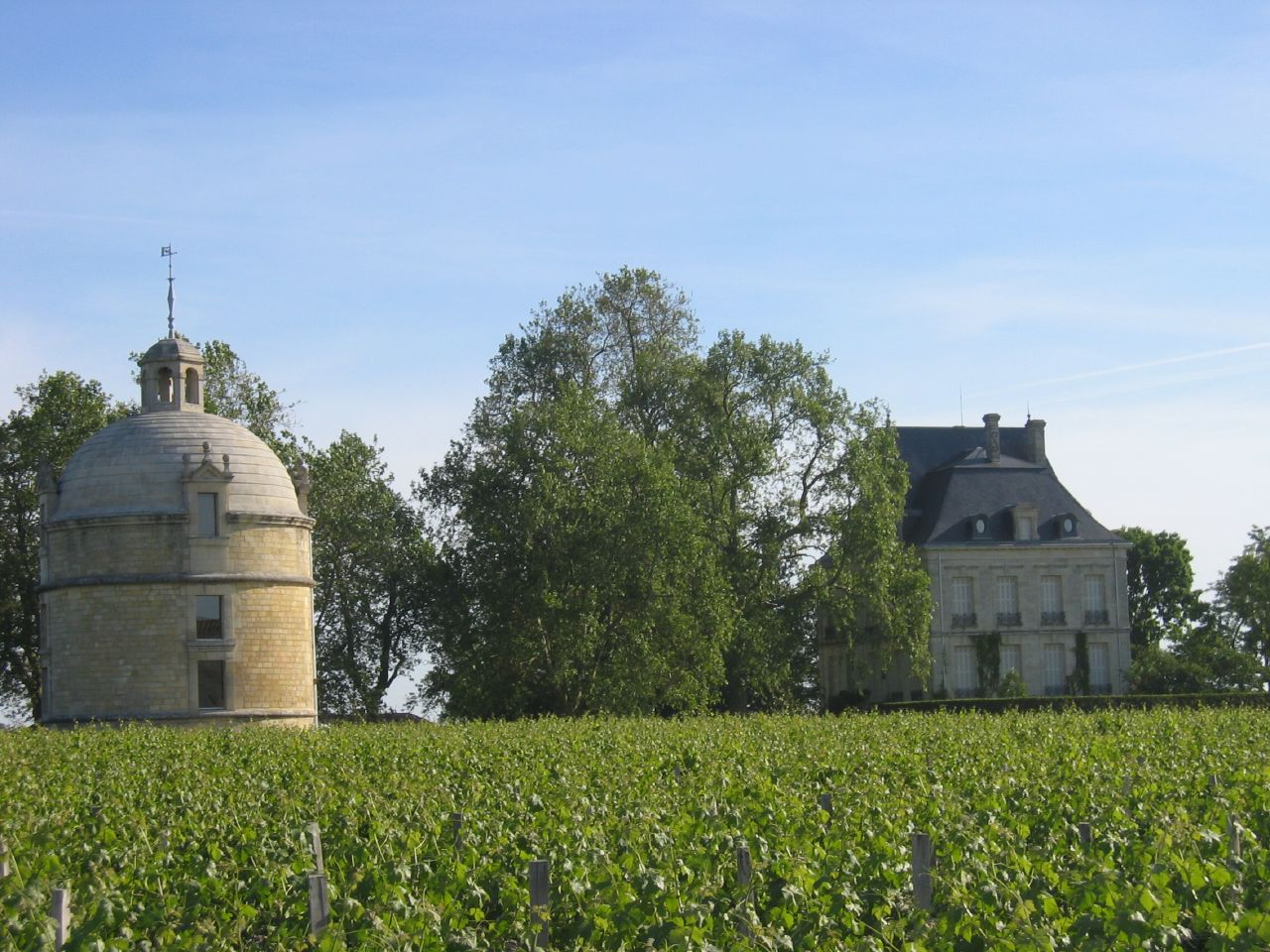
Château Latour

Château Latour, jedna ze čtyř médockých usedlostí, jimž byla při legendární Bordeauxské klasifikaci vín v roce 1855 přiznána kategorie premier cru, dostal jméno podle původní středověké kamenné věže, la tour, která, kdysi sloužila k ochraně proti nájezdníkům. Dnes je vyobrazena na etiketě zdejších vín. Tato věž s cimbuřím korunovaná postavou heraldického lva je vznešeným a nadčasovým emblémem usedlosti. Původní věžovitá stavba, která dala nejprestižnější médocké usedlosti jméno, však již ve skutečnosti neexistuje. Po impozantní stavbě ze 14. století, jež byla v té době známa pod jménem La Tour Saint-Maubert a sloužila jako hlavní obytná část pevnosti postavené během stoleté války, již nezůstala ani stopa. Stavba, která dnes stojí na jejím místě a honosí se titulem „věž“, je ve skutečnosti holubník postavený v dobách Ludvíka XIII. 

Usedlost se nalézá v nejjižnější části obce Pauillac v Médoku, severovýchodně od města Bordeaux, jen pár set metrů od břehů řeky Garonny, jež se zde rozšiřuje do ústí typu estuaria zvaného Gironde.

## Dějiny

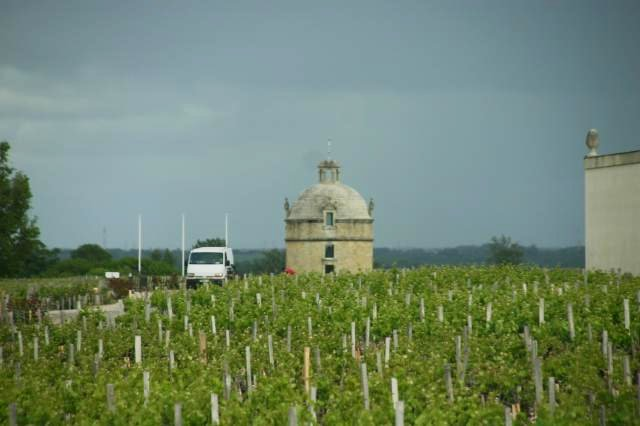
Symbol Château Latour

Místo bylo osídleno již koncem 13. století. Koncem následujícího století zde Angličané vybudovali pevnost, jež měla v období stoleté války chránit zdejší oblast před útoky francouzských vojsk. Věž pevnosti, zvaná, jak již bylo řečeno, La Tour Saint-Maubert, dala jméno pozemku, který ji obklopoval. Angličané drželi pevnost až do konce stoleté války v roce 1453.
Víno se v těchto místech sice pěstovalo již ve 14. století, skutečná historie vinařské usedlosti Latour však začíná až koncem 17. století, kdy zdejší panství přešlo do vlastnictví rodiny Ségurových. Markýz Nicolas-Alexandre de Ségur, přezdívaný kníže vín, je nejvýznamnější postavou v historii usedlosti Latour. V roce 1718 spojil zdejší pozemky s panstvími Château Mouton a Château Calon-Ségur a začal „tvořit“ vynikající vína. To vše mu vyneslo již zmiňovanou přezdívku kníže vín.
V roce 1855 byla při legendární Bordeauxské klasifikaci vín provedené u příležitosti Světové výstavy v Paříži přiznána Château Latour kategorie premier cru.
Dnešní château bylo vybudováno v 60. letech 19. století.
Teprve v roce 1963 přešla usedlost z vlastnictví potomků markýze de Ségur, kteří o vinařství neprojevovali dostatečný zájem, do majetku britské skupiny Pearson. Poté ji krátce v letech 1989 – 1993 vlastnila další britská společnost Allied Lyons. V roce 1993 se Château Latour dostalo zpět do francouzských rukou, když je za 86 milionů liber získal obchodník François Pinault.

## Vinařství
Již od časů královských rodů Valois a Plantagenetů platí, že Château Latour je vynikající víno. Zdejší vinice se rozkládají na nádherném štěrkovitém hřbetu, jenž se vypíná nad řekou Gironde a který skvěle vyhovuje tradičním odrůdám z Médoku, především Cabernetu sauvignon, ale také Merlotu a Cabernetu franc. Blízkost vody brání příliš rychlému poklesu teploty, což chrání vinice před mrazem.
K usedlosti patří celkem 78 hektarů vinic. Château a vinné sklepy obklopuje proslavený 47hektarový vinohrad zvaný Enclos. 80 % z osázené plochy vinic zabírá Cabernet Sauvignon, 18 % Merlot a 2 % Cabernet Franc společně s Petit verdotem.

### Terroir
Srdcem usedlosti jsou slavné ohrazené pozemky (Enclos). Tento vinohrad má rozlohu 47 ha a je obklopen ostatními vinicemi. Pochází v podstatě ze 16. století. Obklopuje usedlost i zrenovované vinné sklepy, které se rozkládají v místě bývalé pevnosti. Vynikající půdní podmínky, jimž se těší, jej chrání před suchem i před nadměrnou vlhkostí. Výjimečně jemná půda smíšená s říčním štěrkem napomáhá rychlému odvádění dešťové vody, ale jílovité podloží dokáže v letním horku uchovat vlhkost. K tomu přistupuje i ideální mikroklima dané nepřekonatelnou expozicí slunečnímu svitu. To vše tvoří dohromady terroir, o němž si mnozí vinaři mohou nechat jen zdát.

### Výroba

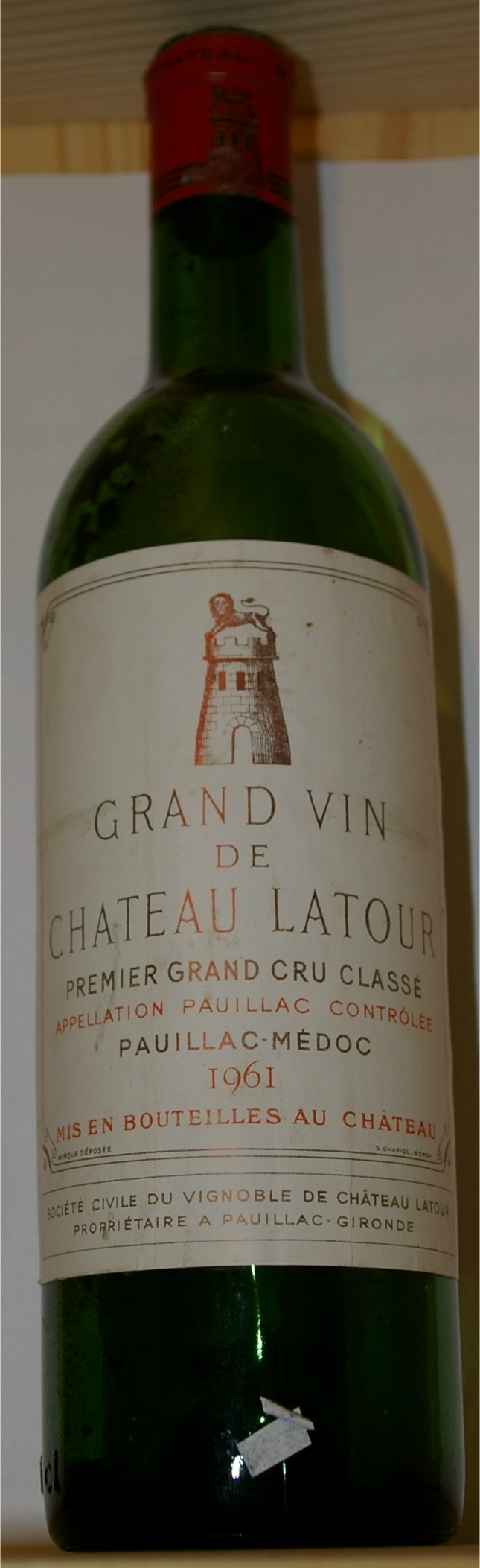
Láhev Château Latour ročník 1961

Markýz de Ségur byl, pokud jde o vinohrady, mužem s kouzelnýma rukama. Již počátkem 18. století se stal průkopníkem metod, jejichž cílem bylo získat z výjimečného potenciálu maximální užitek. Podle archivních zápisů vedla poté usedlost řada lidí, kteří se drželi pravidel, jež stanovil. Díky tomu se pověst zdejších skvělých vín rychle rozšířila do Anglie i do Ameriky. Trvale vynikající úroveň vína Château Latour se projevila i při Bordeauxské klasifikaci vín v roce 1855 přiznáním kategorie premier cru.
V letech po 2. světové válce vinařství sice i přes svoji zjevnou zastaralost stále produkovalo ohromné ročníky, včetně obdivuhodného vína z roku 1961, situace však začínala být pomalu neudržitelná.
V roce 1963 odkoupila Latour od potomků markýze de Ségur britská skupina Pearson. Noví majitelé zahájili díky značnému přílivu investic systematickou modernizaci celého závodu. Byly osázeny další pozemky a na vinicích bylo instalováno umělé zavlažování. Mnohem zásadnější změny však čekaly vlastní výrobu. Zdejší technologické inovace vlastně zahájily obrodu vinařství v celém kraji Médoc. Práce ve vinařství byla zmechanizována a zautomatizována a staré dubové kvasné kádě nahradily tanky z nerezové oceli. To bylo v té době naprosto neslýchané kacířství. Château Latour bylo první usedlostí kategorie premier cru, která takovou radikální modernizaci provedla. Díky tomu se zrodila vína, jež vysoko překračovala obecně uznávaný standard pro dokonalost, zejména ročníky 1966, 1970 a 1975.
Roku 1993 se tento „klenot mezi francouzskými château“ navrátil díky obchodníku Françoisi Pinaultovi do francouzských rukou. Filozofie nového vedení zní: „Jsme si plně vědomi úžasné minulosti Château Latour a jsme na ni pyšní. Minulost je ale minulost, a my nyní musíme hledět vpřed do budoucnosti.“

### Vína
Vinařství Château Latour produkuje tři červená vína. Kromě své vlajkové lodi, Grand vin de Château Latour, je to od roku 1966 i druhé víno Les Forts de Latour a od roku 1990 každoročně i třetí víno nazvané prostě Pauillac. 

Přibližný poměr jednotlivých odrůd v Grand vin de Chateau Latour činí obvykle 75 % Cabernetu Sauvignon a 20 % Merlotu doplněných Petit verdotem a Cabernetem Franc. Běžná roční produkce bývá 18 000 kartonů.
Druhého vína Les Forts de Latour, s poměrem odrůd 70 % Cabernetu Sauvignon a 30 % Merlotu, se ročně produkuje 11 000 kartonů.
V genetickém dědictví Château Latour jsou zakódovány dvě ctnosti: trpělivost a důvěra v budoucnost. Toto premier cru classé obzvláště dobře zraje, vyžaduje však nejméně patnáct až dvacet let, aby se mohlo plně projevit. Aby někteří zákazníci nepodléhali netrpělivosti a nechtěli pít víno dřív, než plně dozraje, nabídlo vedení Château Latour dobrým zákazníkům uskladnění vína pod jejich jménem přímo na usedlosti až do dne, kdy bude připraveno k pití. To je příklad rozvážného plánování do budoucnosti. Vinařství v tomto systému funguje jako jakási banka. 

Vína z Pauillaku jsou považována za nejvíce strohá ze všech vín z Médoku. Château Latour je za mlada tělnaté, tvrdé, hutné a trpké, koncentrované, uzavřené až drsné, se zastřeným a komplexním aroma. Poté, co dosáhne plné zralosti (po 15 až 20 letech, ale klidně i po delší době), je skutečně monumentální. Temné, mocné, hutné, s ohromující vůní drobného červeného ovoce a s jedinečnou, okázale vznešenou chutí, jež naplní ústa. Vína z Château Latour jsou zrozená k tomu, aby dlouho zrála, jsou to maratonci bordeauxských vín.